# Муанза (регион)
Вижте пояснителната страница за други значения на Муанза.
Муанза е един от 26-те региона на Танзания. Разположен е в северната част на страната. Част от региона е зает от езерото Виктория. Площта на Муанза е 19 592 км². Населението му е 2 772 509 жители (по преброяване от август 2012 г.). Столица на региона е град Муанза.

## Окръзи
Регион Муанза е разделен на 8 окръга: Укереуе, Магу, Сенгерема, Гейта, Мисунгви, Квимба, Нямагана и Илемела.